# Kulcsár Juliska
Kulcsár Juliska, Bojincáné (Budapest, 1895. február 16. – Perebő, 1977. október 26.) opera-énekesnő (koloratúrszoprán), rendező.

## Életútja
Zsombolyán érettségizett. Sik József növendékeként elvégezte a budapesti Liszt Ferenc Zeneakadémia ének-tanszakát. Az 1916–17-es évadban a budapesti Operaház ösztöndíjasa, majd Sebestyén Géza budai-temesvári színtársulatának énekesnője. Mintegy hatvan operát énekelt, köztük Ambroise Thomas: Mignon; Giuseppe Verdi: La Traviata, Álarcosbál; Charles Gounod: Faust; Georges Bizet: Carmen; Giacomo Puccini:
Tosca, Bohémélet... és Léo Delibes csodálatos romantikus művének Lakméja volt a legkedvesebb szerepe.
Az 1920-as évek elején férjhez ment és a színpadtól visszavonult, de gyakran lépett fel irodalmi és zenei rendezvényeken. Szervezője az Erdélyi Helikon temesvári felolvasó estjének (1927), rendszeresen közreműködött a Bánsági Magyar Közművelődési Egyesület s az Újságíróklub műsorain. A szerző kíséretében elsőként szólaltatta meg Engel Jenő temesvári zeneszerző Ady-versekre írt dalait s Léda c. operájának áriáit. Énekkurzust, színészképző tanfolyamot vezetett. A II. világháború után megszervezte az Magyar Népi Szövetség (MNSZ) bánsági előadásait, s 1948-ig igazgató-rendezőként vezette a Temesvári Magyar Népszínházat. Színre vitte többek közt Molière Duda Gyuri, Sárközi György Dózsa, Leonyid Rahmanov Viharos alkonyat c. darabjait. Az 1950-es években férje falujába, Kákófalvára vonult vissza, ahol a község nagy múltú énekkarát vezényelte, tánccsoportot irányított és harmonika-zenekart szervezett.